# La ejecución del emperador Maximiliano

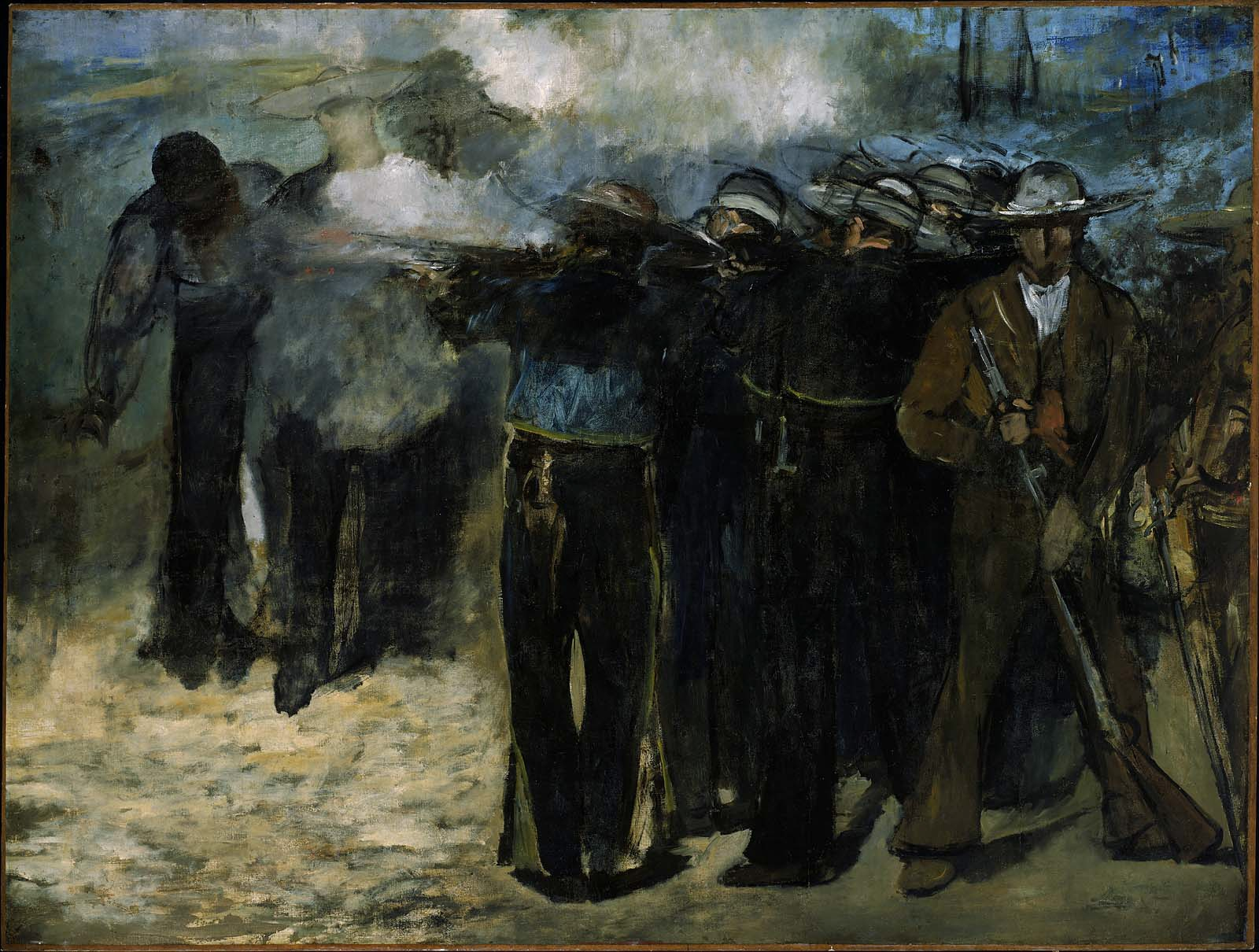
La ejecución del Emperador Maximiliano (1867), óleo sobre tela, 195.9 x 259.7 cm. Museum of Fine Arts, Boston

La ejecución del emperador Maximiliano es una serie de pinturas que el pintor francés Édouard Manet elaboró entre 1867 y 1869. Representan la ejecución por Fusilamiento  de Maximiliano I, emperador de México. En torno al tema, Manet produjo tres pinturas de gran formato, un pequeño boceto al óleo y una litografía. Las cinco obras fueron reunidas en 1992 para una exhibición en Londres y Mannheim y nuevamente en 2006 para la exposición Manet and the Execution of Maximilian que presentó el Museo de Arte Moderno de Nueva York.

## Antecedentes
Maximiliano nació en 1832, hijo del archiduque Francisco Carlos de Austria y la princesa Sofía de Baviera. Tras una carrera en la Armada austriaca, fue impulsado por Napoleón III para convertirse en Emperador de México tras la intervención francesa en este país. Durante su reinado, Maximiliano se enfrentó a la aguerrida oposición de las tropas mexicanas comandadas por presidente Benito Juárez, lo que aunado a la inminencia de una guerra con Prusia provocó la retirada de las tropas francesas en 1866, el colapso del Imperio y la captura, sentencia de muerte y ejecución del Emperador y de los generales Miguel Miramón y Tomás Mejía el 19 de junio de 1867 en Querétaro. Manet, que se identificaba con la causa republicana y con la fuerte influencia de la obra los fusilamientos del 3 de mayo, del pintor español Francisco Goya, lo inspiró a trabajar un cuadro sobre el tema.

## Las obras
Manet emprendió el tratamiento de este tema en por lo menos cinco versiones, de las cuales la más conocida en la actualidad se encuentra bajo el resguardo del Kunsthalle Mannheim. Aunque Manet la terminó en 1869, la fecha de la firma, que aparece en la esquina inferior izquierda, reproduce el año en que fue ejecutado Maximiliano. 
Una obra más temprana y de mayor formato se exhibe en la National Gallery de Londres, pero se halla incompleta. Debido al polémico contenido político del cuadro, Manet lo había mantenido guardado en el estudio y tras su muerte, sus herederos lo hallaron muy estropeado y decidieron recortar las partes que creyeron recuperables. Los fragmentos supervivientes fueron vendidos como pinturas individuales. En la década de 1890, el artista Edgar Degas se dio a la tarea de buscarlos y reunirlos; y en fecha más reciente estas secciones de pintura se han montado sobre un lienzo nuevo. 
Otras versiones inconclusas están también en las colecciones del Museum of Fine Arts de Boston y el Ny Carslberg Glyptotek en Copenhague. Ejemplares de las litografías se guardan en el Metropolitan Museum of Art en Nueva York y el Clark Art Institute en Williamstown, Massachusetts. Las cuestiones de orden cronológico de las diversas versiones, de la relación de las obras con la documentación fotográfica y las noticias, y de sus cualidades expresivas son relativamente controvertidas.

## Repercusiones
Probablemente, Manet pintó estas obras con la intención de generar un hondo sentimiento en la sociedad parisina, afectada por el fusilamiento del que fuera archiduque de Austria y a quien su gobernante Napoleón III había ayudado. La noticia de la captura de Maximiliano y su enjuiciamiento y condena generaron un profundo sentimiento de compasión y terror en la sociedad europea, el escritor Víctor Hugo, entre otros, pidió al presidente mexicano Benito Juárez perdonar la vida a Maximiliano, siéndole negada la petición. Manet tampoco fue insensible ante el horror que provocó la ejecución, por soldados de un país lejano, de un miembro de la casa Habsburgo, una de las más poderosas en el mundo. Las sensibilidades políticas y la fuerte censura policial que identificaron el reinado de Napoleón III hicieron imposible para Manet exhibir La ejecución de Maximiliano o circular su versión litográfica en Francia. La versión de Mannheim fue exhibida solo en Nueva York una década después, en 1879. A principios del siglo XX, las versiones de Mannheim y Boston fueron exhibidas juntas en el Salón de Otoño de 1905. La versión de Mannheim fue adquirida por la Kunsthalle Mannheim en 1910 después de ser exhibida en la Secesión de Berlín ese mismo año.

## Análisis
En este cuadro se aprecia a Miramón y a Mejía frente al batallón de fusilamiento, así como a un soldado revisando su fusil. Un fondo azul, sustituido por un paredón, remarcan la influencia de Goya. La principal fuente gráfica del pintor para este cuadro son seis fotografías tomadas el día de la ejecución.
Manet descuella aquí un verismo fotográfico que permite al espectador sentir impresión crítica en el cuadro, con colorido oscuro que crea un contraste habitual en su producción, predecesora, como la del aragonés, del impresionismo.

Los fusilamientos en la montaña del Príncipe Pío.

Pudo haber sido influenciado por El tres de mayo de 1808 en Madrid, de Francisco de Goya, que Manet visitó en 1865 en el Prado y meses más tarde en una exposición en el Museo del Louvre. También pudo haber visto una copia de El tres de mayo, en un libro sobre Goya, hacia 1866.
La historiadora del arte Linda Nochlin ha ubicado La ejecución de Maximiliano dentro de la vanguardia artística denominada realismo, a la cual, en opinión de muchos críticos de arte, producía obras carentes de continuidad, coherencia emocional, moral y formal. Manet fue acusado por los críticos de falta de sentimiento, de incapacidad de captar, o al menos de crear, un «equivalente pictórico de las resonancias morales y psicológicas de un tema tan escalofriantemente brutal», como sí había hecho Goya en Los fusilamientos del tres de mayo. Al contrario de lo que los críticos opinaban, Nochlin sostiene que el distanciamiento moral de Manet respecto el tema y la ausencia de sugerencias metafísicas no obedecían a un desinterés por el acontecimiento y sus implicaciones morales, y menos aún a ineptitud artística del autor. Manet, a diferencia de Goya, insertó cuidadosamente el «significado» de su obra en hechos firmes y concretos —la imagen momentánea de la ejecución del emperador, un acontecimiento histórico concreto y documentado—, antes de convertirlo en un comentario más generalizado acerca de la eterna inhumanidad del hombre para con el hombre, como Los fusilamientos del tres de mayo  de Goya.
En el cuadro de Manet, señala Nochlin, no hay un despliegue temporal-emocional, ningún sentido de enfrentamiento a un decisivo momento cumbre, ningún horrendo final dentro del mismo cuadro, nada de las analogías o contrastes que hacen que la obra de Goya sea paradigma de una situación humana y recurrente: la violencia del hombre hacia el hombre. Para Manet, la muerte de Maximiliano tiene lugar en un tiempo histórico antes que metafísico. El tiempo es el presente; el lugar, Querétaro; las víctimas no son ni más ni menos humanas que sus ejecutores; los espectadores son observadores anónimos. La escena es lo que es, cuando es, donde es. Nada más.
El crítico de arte Arthur Danto, en cambio, extiende algunas relaciones que van más allá de la forma y se insertan en el terreno de la política internacional:

El tres de mayo muestra un fusilamiento en el marco de la Guerra de Independencia Española, cuando los franceses invadieron España y raptaron a la familia real. Los galos eran impopulares en la península, y también en México. Fue en éste país donde los insurrectos les dieron una fiera batalla en la que finalmente triunfó la república. El cuadro de Goya es una ejecución de civiles, que estaba destinada a despertar el odio hacia los franceses en España. En resumen, la pintura del aragonés fue concebida como un episodio nacionalista.

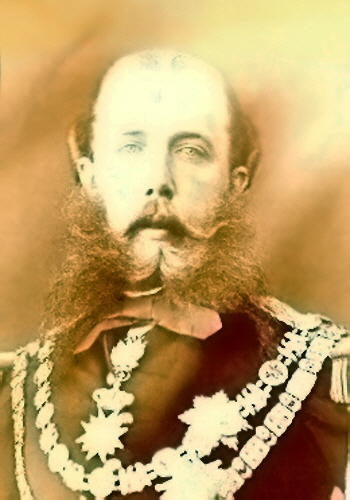
Emperador Maximiliano I de México, c. 1865.
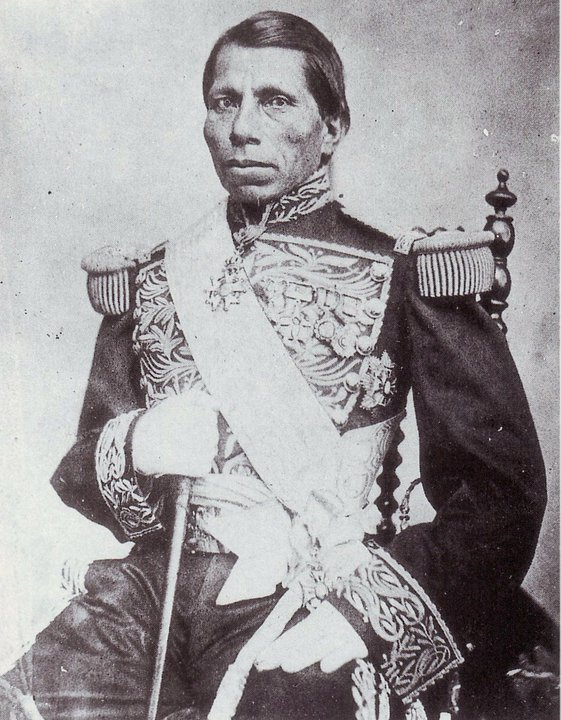
General Tomás Mejía, c. 1864.
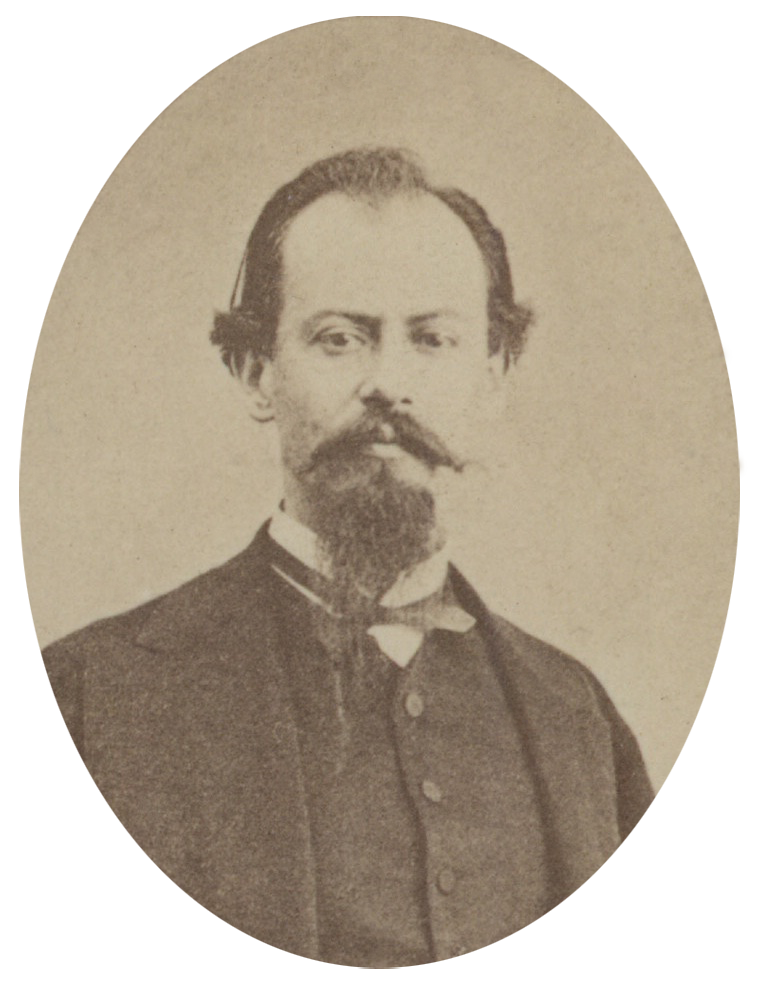
General Miguel Miramón, c. 1860s.
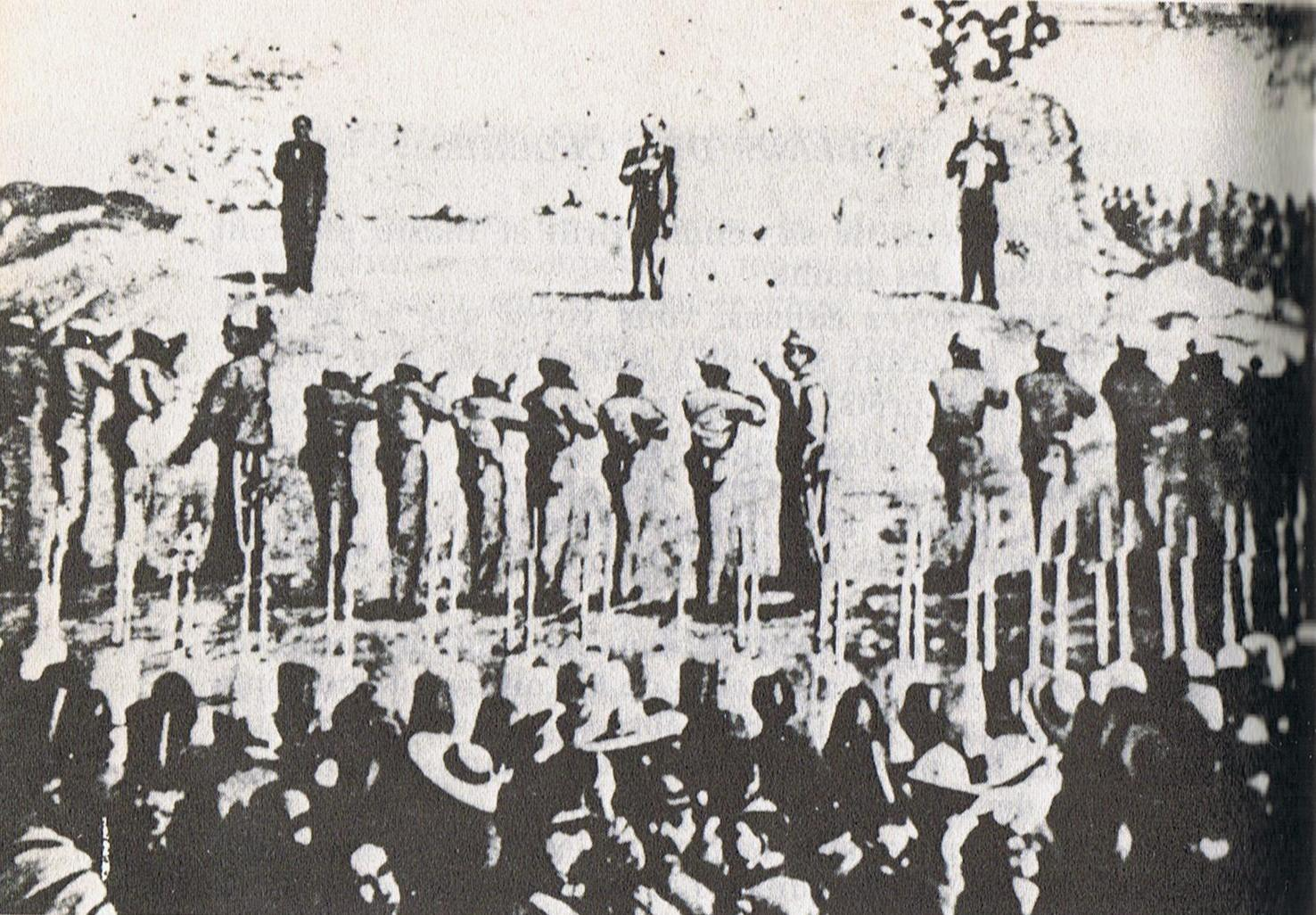
Fotografía de la ejecución de Maximiliano (derecha) Miramón (centro) y Mejía (izquierda), el 19 de junio de 1867.